# 赖兴巴赫 (上弗兰肯行政区)
赖兴巴赫（德語：Reichenbach，發音：[ˈʁaɪçn̩ˌbax] ⓘ）是德国巴伐利亚州上弗兰肯行政区克罗纳赫县的市镇，总面积8.66平方千米，2023年12月31日总人口为672人。